# Отдельный зенитный артиллерийский дивизион 14-й армии
Отдельный зенитный артиллерийский дивизион 14-й армии - воинское подразделение вооружённых СССР в Великой Отечественной войне. Во время войны существовало два формирования дивизиона, подчинявшиеся командующему ПВО 14-й армии.

## 1-е формирование
Сформировано в январе 1942 года.
В составе действующей армии с 28.01.1942 года по 04.03.1942.
04.03.1942 переименован в 417-й отдельный зенитный артиллерийский дивизион и передан в состав войск ПВО страны.

## 2-е формирование
Сформировано в июне 1942 года.
В составе действующей армии с 02.07.1942 года по 20.08.1942.
20.08.1942 переименован в 325-й отдельный зенитный артиллерийский дивизион.